# Seminarski rad
Seminarski rad je samostalno delo studenta u kojem se pod vođstvom mentora obrađuje zadana ili samostalno izabrana tema. Tema rada može biti praktična ili teorijska. Cilj rada je da se dokaže sposobnost studenta u samostalnom rešavanju praktičnih i teorijskih problema koji ne moraju imati karakter originalnosti. Dakle, radovi ne moraju predstavljati originalno naučno dostignuće, već je potrebno pokazati sposobnost primene određene teorije, analitičkog aparata ili sposobnost analitičkog čitanja teksta. Radovi mogu donositi i pregled naučnih teorija i pravaca. Posebno je važno savladati pravila akademskog pisanja i izlaganja problematike, s pravilnim citiranjem izvora.

## Tehnologija naučnog istraživanja
Naučno istraživanje obuhvata sledeće faze:
- Uočavanje naučnog problema ili predmeta istraživanja i njegova formulacija;
- Postavljanje hipoteze (šta se dokazuje u radu);
- Izbor analize teme (kojom metodom se služi);
- Izrada orijentacijskog plana istraživanja (šta sve treba uraditi i kojim redom);
- Sastavljanje radne bibliografije (koje knjige dolaze u obzir, odnosno koje su relevantne za predmet istraživanja);
- Prikupljanje, proučavanje, sređivanje postojeće literature i terenske građe;
- Struktura ili kompozicija dela (radni naslovi celina);
- Rešavanje postavljenog problema (analiza);
- Formulisanje rezultata istraživanja (sinteza).

## Elementi seminarskog rada
1. Apstrakt (100 reči);
2. Ključne reči;
3. Uvod;
4. Razrada (izlaganje tematike);
5. Zaključak;
6. Sažetak (u kojem se izdvajaju najznačajniji delovi teksta, po pravilu služi za prevod na strani jezik, prilaže se na kraju teksta u dužini 1-2 stranice);
7. Popis priloga;
8. Popis literature.